# Dresden-Reick
Dresden-Reick – stacja kolejowa w Dreźnie, w kraju związkowym Saksonia, w Niemczech. Znajdują się tu 2 perony.